# Nogent-sur-Seine
Nogent-sur-Seine es una comuna francesa, situada en el departamento francés de Aube, en la región de Champaña-Ardenas.
El municipio se encuentra atravesado por el río Sena. Hay dos canales que dan lugar a la formación de dos islas. Una de ellas, llamada Île Olive es totalmente boscosa y preparada para el paseo. La otra isla está conectada a las orillas mediante dos puentes antiguos.
Los canales se excavaron para la instalación de molinos. Nogent-sur-Seine se considera como el punto superior más allá del cual ya no se puede navegar en el Sena. En esta localidad hay una central nuclear y un museo dedicado a la escultora Camille Claudel.

## Demografía
| 3777 | 4447 | 4671 | 5009 | 5505 | 5963 |
| Para los censos de 1962 a 1999 la población legal corresponde a la población sin duplicidades (Fuente: INSEE [Consultar]) |      |      |      |      |      |